# Cuesta abajo (película de 1995)
Cuesta abajo es una película argentina cortometraje de fantasía y supenso escrita y dirigida por Israel Adrián Caetano y protagonizada por Marcelo Videla y Héctor Anglada. El corto fue incluido en la compilación de películas titulada Historias breves (o Historias breves I), la cual fue producto de la primera edición del concurso de cortos homónimo realizada por el Instituto Nacional de Cine y Artes Audiovisuales (INCAA) en 1994. Al igual que los otros cortometrajes, Cuesta abajo fue elegido para ser producido por el INCAA por estar entre los ganadores del concurso mencionado, y fue realizado por el grupo proveniente del Centro de Experimentación y Realización Cinematográfica (llamado Escuela Nacional de Experimentación y Realización Cinematográfica –ENERC- a partir del 2011), de la Universidad de Buenos Aires y de la Escuela de Cine de Avellaneda. Historias breves se estrenó el 19 de mayo de 1995.
Tanto el corto como la película de antología Historias Breves son consideradas como dos piezas fundamentales de la cinematografía argentina de fin de siglo, ya que propiciaron tanto la formación de una renovada generación de directores de cine como el nacimiento del movimiento estético luego llamado Nuevo Cine Argentino.

## Sinopsis
Un camionero que transporta una carga de pollos se pierde en una ruta interminable. Todo cambia cuando el hombre descubre que ya no se encuentra perdido en el espacio: en realidad está perdido en el tiempo.

## Reparto
- Marcelo Videla ... Camionero
- Héctor Anglada ... Empleado de la estación de servicio

## Producción
El corto fue filmado en una de las rutas de acceso a la Ciudad Autónoma de Buenos Aires.
El título de la película proviene de la famosa canción de tango "Cuesta abajo", cuya letra pertenece a Alfredo Le Pera y la música a Carlos Gardel). Este tango se escucha al comienzo del corto y durante los créditos finales del mismo.

## Crítica/Comentarios
Sobre la película Historias breves (de la que formó parte este cortometraje) se escribió:
Alejandro Ricagno en El Amante del Cine escribió: 

«Los rubros técnicos son, en su mayoría, impecables y están en función de la narración. Quiero decir: no son prolijitos para distraer o llenar huecos de estructura. Uno puede gustar más de alguno que de otro...pero se sale del cine...como quien ha visto un programa de cine compuesto por atractivas historias cortas con climas y búsquedas diversas.»

Claudio España en La Nación opinó: 

«El trabajo de estos jóvenes no procura el artificio visual y su lenguaje fílmico se asienta en la imagen inmediata, sencilla y alejada de rebuscamientos.»

Rafael Granado en Clarín dijo:

«Muy buena...infrecuente calidad en todos los rubros...la creatividad en formato chico.»

Manrupe y Portela escribieron: 

«....de sorprendente calidad. Uno de los pocos estrenos innovadores (en lo estético y lo conceptual). Algunos (Ojos de fuego; Dónde y cómo..., Rey muerto se destacan, pero el nivel general es excelente. Mucho más que ejercicios formales»